# Durro
Durro – miejscowość w Hiszpanii, w Katalonii, w prowincji Lleida, w comarce Alta Ribagorça, w gminie La Vall de Boí.
Według danych INE z 2010 roku miejscowość zamieszkiwało 105 osób.
W Durro znajdują się dwa z dziewięciu historycznych katalońskich kościołów romańskich z doliny Vall de Boí wpisanych na listę światowego dziedzictwa UNESCO.